# Szkoła Wyższa Rzemiosł Artystycznych i Zarządzania we Wrocławiu
Szkoła Wyższa Rzemiosł Artystycznych i Zarządzania we Wrocławiu (SWRAiZ) – niepubliczna szkoła wyższa działająca we Wrocławiu, założona w 2002 roku na mocy decyzji Ministra Edukacji Narodowej i Sportu z dnia 15 maja tego samego roku. Założycielami uczelni była grupa działaczy samorządu rzemieślniczego skupiona w Dolnośląskiej Izbie Rzemieślniczej z prezesem Janem Zioberskim na czele oraz z grupy naukowców z Wrocławia pod przewodnictwem prof. dr hab. Michała Sachanbińskiego, którzy w tym celu utworzyli organizację pod nazwą Europejska Edukacja Zawodowa Ltd. Prowadzi działalność naukową związaną z jubilerstwem i rzeczoznawstwem kamieni szlachetnych oraz restauracją dzieł rzemiosła artystycznego.  

## Władze
- Rektor: prof. dr  Robert Girulski
- Kanclerz: Krzysztof Rosłoński
- Mistrz jubilerski Valenty Czernyi

## Struktura i kadra
Szkoła Wyższa Rzemiosł Artystycznych i Zarządzania we Wrocławiu jest uczelnią jednowydziałową. W jej ramach działa Wydział Rzemiosł Artystycznych.

## Kierunki studiów
Uczelnia prowadzi trzyletnie studia licencjackie w ramach trybu stacjonarnego (dziennego) i niestacjonarnego (zaocznego) na kierunku ochrona dóbr kultury w specjalnościach:
- jubilerstwo i rzeczoznawstwo kamieni szlachetnych

Studia kończą się obroną pracy licencjackiej i uzyskaniem tytułu licencjata w wybranej przez studenta specjalności. Ich absolwenci mogą kontynuować studia na dwuletnich studiach magisterskich uzupełniających w kilku innych szkołach wyższych.

## Siedziba uczelni
Siedzibą Szkoły Wyższej Rzemiosł Artystycznych i Zarządzania we Wrocławiu był w latach 2005–2012 gmach przy ulicy Bolesława Drobnera 5–7 we Wrocławiu. Budynek ten powstał w trzeciej ćwierci XIX wieku, a jego autorem był Robert Mende. Dawniej mieściły się w nim: Szkoła Elementarna (do 1945), Szkoła Podstawowa nr 48 (1945–1987), Zespół Szkół Spożywczo-Handlowych (1963–2005). Obecnie szkoła mieści się w kamienicy przy placu św. Macieja 21 we Wrocławiu.